# Tie It Up
Tie It Up (Svaž to) je singl americké zpěvačky Kelly Clarkson. Singl napsali Ashley Arrison, Shane McAnally a Josh Osborne, vyšel 25. června 2013 jako samostatný singl.
V říjnu 2013 Clarkson oznámila, že singl najdeme na její připravované sedmé desce na rok 2014, která bude v country žánru.

## Videoklip
Hudební video obsahuje fotografie poslané od fanoušků. Ukazuje různé výjevy ze svatby jako je řezání dortu, házení kytice, tanec na svatebním hostinci nebo první polibky novomanželů.